# 新湖街道 (深圳市)
新湖街道是中国广东省深圳市光明区下辖的一个街道。辖区总面积40.93平方公里，下辖圳美、新羌、楼村等3个社区。区内主要有中山大学深圳校区、中山大学附属第七医院、中大科技城和天安云谷等项目，是深圳的区域教育医疗中心和创新中心。
街道辖地原属于公明镇——公明街道。2016年8月31日，光明新区原公明街道、光明街道二分为六，新设新湖街道，同日挂牌。

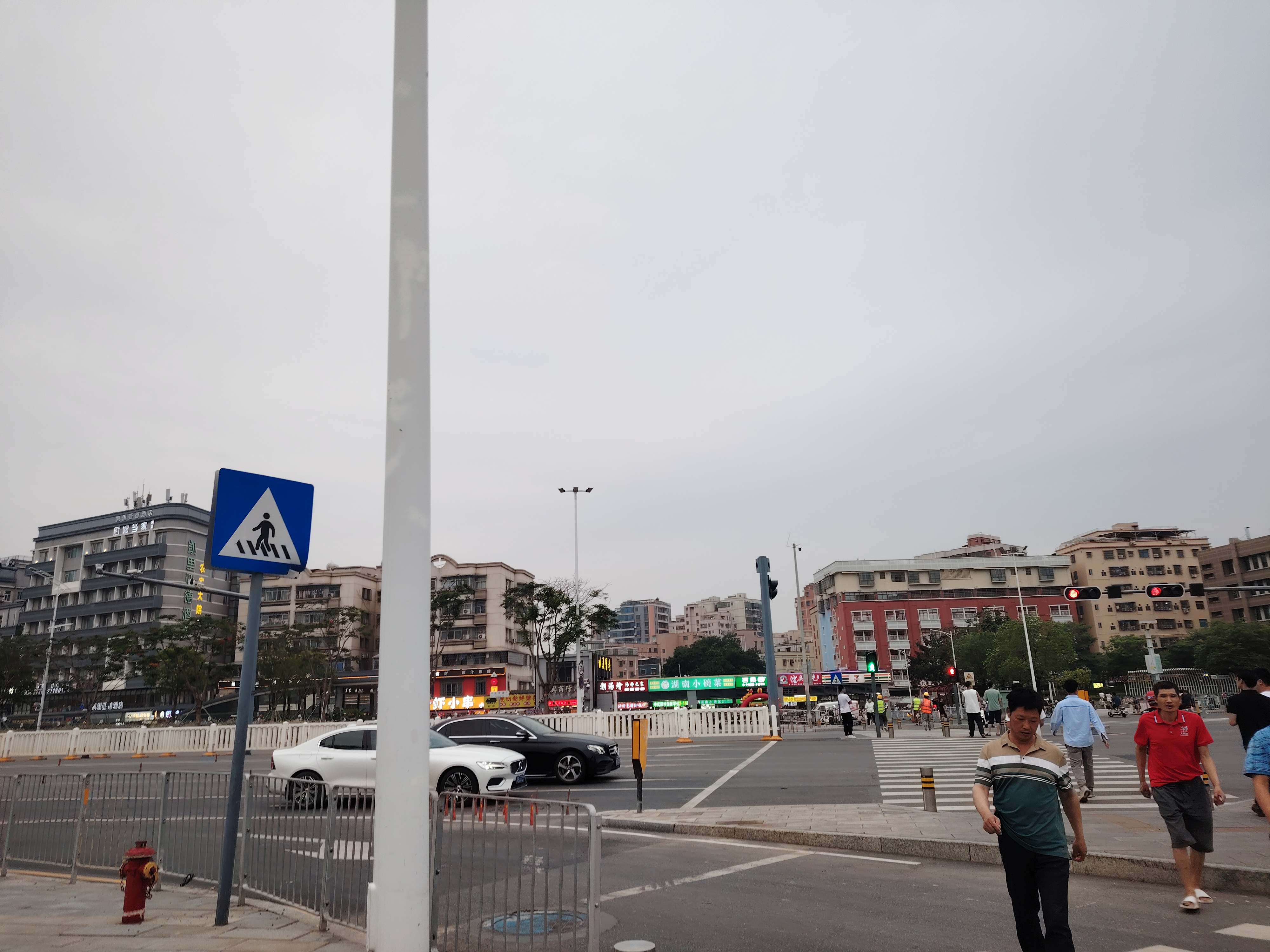
圳美村，属街道内最古老的村落之一